# Lisa Kay
Lisa Kay (Beverley, 11 februari 1971) is een Britse actrice.

## Biografie
Kay werd geboren in Beverley in een gezin van vier kinderen.
Kay begon in 1998 met acteren in de televisieserie Grafters, waarna zij nog meerdere rollen speelde in televisieseries en films. Zij is vooral bekend van haar rol als Carol Cassidy in de televisieserie Heartbeat, waar zij in 69 afleveringen speelde (2006-2009).

## Filmografie

### Films
Uitgezonderd korte films.
- 2020 Sweet River - als Hanna Montague
- 2018 The Second - als seniorrechercheur
- 2014 Born of War - als Daphne
- 2013 Charlotte Link - Das andere Kind - als Linda Gardner
- 2006 Breaking and Entering - als PC Primus
- 2005 Wallis & Edward - als Mary Raffray
- 2005 Corpse Bride - als Solemn burger (stem)
- 2003 SuperTex - als prostituee
- 2003 Final Demand - als Heather
- 2002 Mrs Caldicot's Cabbage War - als Sally
- 2001 Goodbye, Mr Steadman - als Cheryl
- 2001 Bridget Jones's Diary - als Eleanor Ross Heaney
- 2000 Room to Rent - als jonge Sarah
- 2000 Chicken Run - als stem

### Televisieseries
Uitgezonderd eenmalige gastrollen.
- 2021 Bump - als Birdie George - 5 afl.
- 2018 Neighbours - als Rita Newland - 9 afl.
- 2018 Home and Away - als Juliet Pickford - 2 afl.
- 2017 Silent Witness - als Carol McAteer - 2 afl.
- 2015-2016 Indian Summers - als Stella Barham - 15 afl.
- 2012 DCI Banks - als Corinne - 2 afl.
- 2011 Hidden - als Lauren - 3 afl.
- 2006-2009 Heartbeat - als Carol Cassidy - 69 afl.
- 2005 The Murder Room - als Angela Faraday - 2 afl.
- 2001 Jack and the Beanstalk: The Real Story - als beveiligster - 2 afl.